# Contepec
Contepec es una localidad del estado mexicano de Michoacán, cabecera del municipio homónimo.

## Toponimia
El nombre «Contepec» proviene de dos vocablos de origen nahua: cómitl ‘olla’ y tépetl ‘cerro’.

## Historia
La zona donde se asienta Contepec fue un área de pantanos. Antes de la llegada de los españoles la zona estaba habitada por indígenas de las etnias Guamare y Pame.
La población nativa se extinguió a finales del siglo XVI, posiblemente a causa de un brote de sarampión o fiebre tifoidea.
A principios del siglo XVII los frailes franciscanos fundaron un convento dedicado al apóstol Santiago.

## Geografía
La localidad de Contepec se encuentra en la ubicación 19°57′19″N 100°9′52″O / 19.95528, -100.16444 a una altitud de 2497 m s. n. m.  Según la clasificación climática de Köppen el clima de Carácuaro corresponde a la categoría Cwb (templado subhúmedo de montaña con invierno seco y verano suave).

## Demografía
Cuenta con 4520 habitantes (incluyendo la conurbanación de Pueblo Nuevo), lo que representa un crecimiento promedio de 0.21 % anual en el período 2010-2020 sobre la base de los 4427 habitantes registrados en el censo anterior. Ocupa una superficie de 3.859 km², lo que determina al año 2020 una densidad de 1171 hab/km².
| Gráfica de evolución demográfica de Contepec entre 2000 y 2020    |
|                                                                   |
| Fuente: Instituto Nacional de Estadística Geografía e Informática |

En el año 2010 estaba clasificada como una localidad de grado medio de vulnerabilidad social.
La población de Contepec está mayoritariamente alfabetizada (3.89 % de personas analfabetas al año 2020), con un grado de escolarización superior a los 8.5 años. Solo el 0.31 % de la población se reconoce como indígena.